# Eupelops mongolicus
Eupelops mongolicus är en kvalsterart som beskrevs av Bayartogtokh 1999. Eupelops mongolicus ingår i släktet Eupelops och familjen Phenopelopidae. Inga underarter finns listade i Catalogue of Life.